# Chris De Witte
Chris De Witte (Anversa, 13 gennaio 1978) è un ex calciatore belga, di ruolo attaccante.

## Palmarès

### Club

#### Competizioni nazionali
- Coppa dei Paesi Bassi: 1

Twente: 2000-2001